# Vrijkoop van DDR-gevangenen

Aantallen vrijgekochte gevangenen

Tijdens het bestaan van de Duitse Democratische Republiek (DDR) heeft op grote schaal een vrijkoop van DDR-gevangenen door de Bondsrepubliek plaatsgevonden. De Bondsrepubliek betaalde aan de DDR voor een gevangene een bedrag in D-mark of in goederen, waarna deze gevangene door de DDR werd uitgezet naar de Bondsrepubliek.
De Bondsrepubliek had sinds haar oprichting een verantwoordelijkheid op zich genomen voor alle Duitsers, ook degenen die niet op het grondgebied van de toenmalige Bondsrepubliek woonden. Zo had het 14 miljoen Duitsers die verdreven waren uit Midden-Europa opgenomen en 3 miljoen Duitsers die de Sovjet-bezettingszone en de DDR waren ontvlucht. Zij kregen automatisch het Duitse staatsburgerschap. Vanuit die verantwoordelijkheid begon de Bondsrepubliek eind 1962 met het vrijkopen van gevangenen toen na de bouw van de Berlijnse Muur de laatste vluchtmogelijkheid voor DDR-burgers was afgesneden.
De eerste transactie vond plaats met kerstmis 1962: 20 gevangenen en 20 kinderen werden vrijgelaten tegen een levering van drie spoorwagons met kunstmest. Tussen 1964 en 1989 werden in totaal 33.755 politieke gevangenen vrijgekocht. De prijs per gevangene was in het begin gemiddeld 40.000 DM en liep later op tot tegen de 100.000 DM gemiddeld. In totaal betaalde de Bondsrepubliek een bedrag van 3,5 miljard DM. Naast de politieke gevangenen zijn ongeveer 250.000 mensen vrijgekocht die een uitreisvisum uit de DDR hadden aangevraagd. De verkoop van politieke gevangenen was een belangrijke bron van deviezen voor de DDR, waardoor het langer aan de internationale financiële verplichtingen kon voldoen.
De belangrijkste onderhandelaar tussen de DDR en de Bondsrepubliek was de Oost-Berlijnse advocaat Wolfgang Vogel (1925-2008), die begin 1962 betrokken was geweest bij de onderhandelingen voor de ruil van de Sovjet-spion Rudolf Abel tegen de Amerikaanse U-2-piloot Gary Powers. Die uitwisseling gebeurde op de Glienicker Brücke tussen West-Berlijn en Potsdam. Daar vonden door zijn bemiddeling ook latere uitwisselingen plaats, zoals de spectaculaire spionnenruil van 1986. Door bemiddeling van Vogel kwamen 150 spionnen uit 23 landen terug naar huis.